# Аксуат (Акжаикский район)
Аксуа́т (каз. Ақсуат, до 1994 г. — Батурино) — село в Акжаикском районе Западно-Казахстанской области Казахстана. Административный центр Аксуатского сельского округа. Код КАТО — 273235100.
Село расположено на правом берегу реки Урал.

## Население
В 1999 году население села составляло 945 человек (481 мужчина и 464 женщины). По данным переписи 2009 года, в селе проживал 761 человек (385 мужчин и 376 женщин).